# Fonction de Riccati-Bessel
En analyse, les fonctions de Riccati–Bessel sont des fonctions spéciales construites à partir des fonctions de Bessel classiques, qui apparaissent en mécanique quantique dans la résolution de l'équation de Schrödinger avec une barrière cylindrique infinie hypothétique. Elles vérifient l'équation différentielle :
{\displaystyle x^{2}{\frac {d^{2}y}{dx^{2}}}+\left(x^{2}-n(n+1)\right)y=0.}
Elles sont définies par :
{\displaystyle {\begin{aligned}S_{n}(x)&=xj_{n}(x)={\sqrt {\frac {\pi x}{2}}}J_{n+{\frac {1}{2}}}(x)\\C_{n}(x)&=-xy_{n}(x)=-{\sqrt {\frac {\pi x}{2}}}Y_{n+{\frac {1}{2}}}(x)\\\xi _{n}(x)&=xh_{n}^{(1)}(x)={\sqrt {\frac {\pi x}{2}}}H_{n+{\frac {1}{2}}}^{(1)}(x)=S_{n}(x)-\mathrm {i} C_{n}(x)\\\zeta _{n}(x)&=xh_{n}^{(2)}(x)={\sqrt {\frac {\pi x}{2}}}H_{n+{\frac {1}{2}}}^{(2)}(x)=S_{n}(x)+\mathrm {i} C_{n}(x)\end{aligned}}}

Fonctions de Riccati–Bessel Sn sur le plan complexe

Avec les travaux de Peter Debye,, on note parfois ψn et χn au lieu de Sn et Cn respectivement.

## Premières fonctions
On a :
{\displaystyle {\begin{array}{lll}S_{0}(x)=\sin x,&\quad &C_{0}(x)=\cos x,&\quad \\S_{1}(x)={\frac {\sin x}{x}}-\cos x,&\quad &C_{1}(x)={\frac {\cos x}{x}}+\sin x,&\quad \\S_{n+1}(x)={\frac {2n+1}{x}}S_{n}(x)-S_{n-1}(x),&\quad &C_{n+1}(x)={\frac {2n+1}{x}}C_{n}(x)-C_{n-1}(x),&\forall n\geqslant 0\\\end{array}}}

### Développements en série
Les fonctions de Riccati-Bessel ont pour développements en série entière :
{\displaystyle \forall n\in \mathbb {N} ,S_{n}(x)=\sum _{k=0}^{+\infty }{\frac {(-1)^{k}x^{n+2k+1}}{(2k)!!(2n+2k+1)!!}},\ C_{n}(x)=\sum _{k=0}^{+\infty }{\frac {(-1)^{n+k}x^{2k-n}}{(2k)!!(2k-2n-1)!!}}}
où, pour un entier p, p!! désigne la double factorielle.

## Application
L'équation différentielle apparait dans le problème de diffraction d'ondes électromagnétiques par une sphère, ce qu'on appelle la diffraction de Mie depuis que Gustav Mie a publié la première solution en 1908.